# جزمة راعي البقر
تشير جزمة راعي البقر إلى نمط معين من جزمات الامتطاء كان يرتديه رعاة البقر تاريخياً. للجزمة كعب عالٍ مصنوع تقليدياً من الجلد المكدس، ولها مقدمة مدببة وساق مرتفعة، وهي بدون رباط حذاء. عادة ما تصنع جزمة راعي البقر من جلد البقر، والذي قد يكون مزخرفاً يدوياً، ولكنها تصنع أحياناً من جلود «غريبة» مثل جلد القاطور أو الأفعى أو النعام أو السحالي أو الأنقليس أو الفيل أو سمك الرقيطة أو الأيل أو الجاموس وما إلى ذلك.

## طالع المزيد
- راعي البقر

## روابط خارجية
- Texas Monthly, January 1999: Art of the Boot
- https://shoesknowledge.com/how-to-waterproof-leather-cowboy-boots/